# Mirosław Cybulko
Mirosław Cybulko (ur. 6 sierpnia 1932 w Augustowie, zm. 15 stycznia 2015 w Białymstoku) – polski polityk, minister zdrowia i opieki społecznej (1985–1987), białostocki chirurg, wieloletni dyrektor Szpitala  im. Jędrzeja Śniadeckiego w Białymstoku. 

## Życiorys i kariera zawodowa
Ojciec Władysław był geodetą, matka, Jadwiga z domu Skibicka, nauczycielką. Rodzina dwukrotnie zmieniała miejsce zamieszkania: najpierw przeniosła się do Biłgoraja, a w związku z wybuchem wojny obronnej 1939 do Krypna, gdzie mieszkali ich krewni. W Krypnie ukończył szkołę powszechną, zaś naukę w liceum rozpoczął w Białymstoku, kontynuował ją w Kętrzynie, gdzie w 1951 roku uzyskał świadectwo dojrzałości. Został powołany do czynnej służby wojskowej, którą odbył w latach 1952–1954. W 1954 roku został przyjęty na Wydział Lekarski Akademii Medycznej w Białymstoku. Podczas studiów uprawiał piłkę siatkową. Należał najpierw do drużyny białostockiej Gwardii, która grała wówczas w I lidze, a następnie do AZS-u Białystok. W Akademickim Związku Sportowym pełnił też funkcje organizacyjne jako członek zarządu. W tym czasie ożenił się ze studentką AMB Danutą Starzycką, mieli jednego syna Wojciecha.
Od 1964 pracował w służbie zdrowia. W 1975 wstąpił do Zjednoczonego Stronnictwa Ludowego, należał do prezydium Wojewódzkiego Komitetu ZSL w Białymstoku. W hierarchii partyjnej awansował na członka Naczelnego Komitetu, którym był w latach 1986–1988, po czym pełnił funkcję zastępcy członka NK do czasu rozwiązania partii. Po przejściu doc. Adama Dowgirda, dyrektora Wojewódzkiego Szpitala im. Jędrzeja Śniadeckiego na emeryturę w lipcu 1981 roku, objął to stanowisko – urząd dyrektora Szpitala Wojewódzkiego sprawował, do listopada 1985 roku, do chwili powołania na stanowisko ministra zdrowia i opieki społecznej w rządzie Zbigniewa Messnera. Brał udział w obradach Okrągłego Stołu w podzespole do spraw zdrowia. Zrezygnował w 1987 roku z powodów osobistych (tragiczna śmierć syna). Po powrocie do Białegostoku został ponownie dyrektorem Szpitala Wojewódzkiego, pracując do 1997 roku. 
Mirosław Cybulko, obok doc. Adama Dowgirda był jednym z głównych organizatorów Polskiego Zespołu Medycznego w Libii w Zalitanie. Dzięki ich aktywności działał w latach 1977–1987 polski szpital w Zalitanie, w którym na kontraktach pracowało ponad 1000 osób zatrudnionych m.in. w Wojewódzkim Szpitalu im. J. Śniadeckiego w Białymstoku. Kontrakt w Libii był wówczas istotnym wsparciem materialnym dla wielu lekarzy.
Dr Cybulko w okresie 1984–2007 działał w Polskim Czerwonym Krzyżu, pełniąc funkcję prezesa PCK w Białostockim Zarządzie. Ponadto sprawował funkcję przewodniczącego Społecznego Komitetu Fundacji Kaplicy św. Izydora Oracza przy Kościele pw. Ducha Świętego w Białymstoku, którą sprawował w 1996 roku. Był to symbol jego związku z ruchem ludowym.
W 1989 roku należał do grona 179 osób stanowiących Komitet Organizacyjny odradzających się Izb Lekarskich w Polsce.
Zmarł 15 stycznia 2015 roku. W dwa dni później spoczął na Cmentarzu Farnym w Białymstoku.